# Toyota eCom

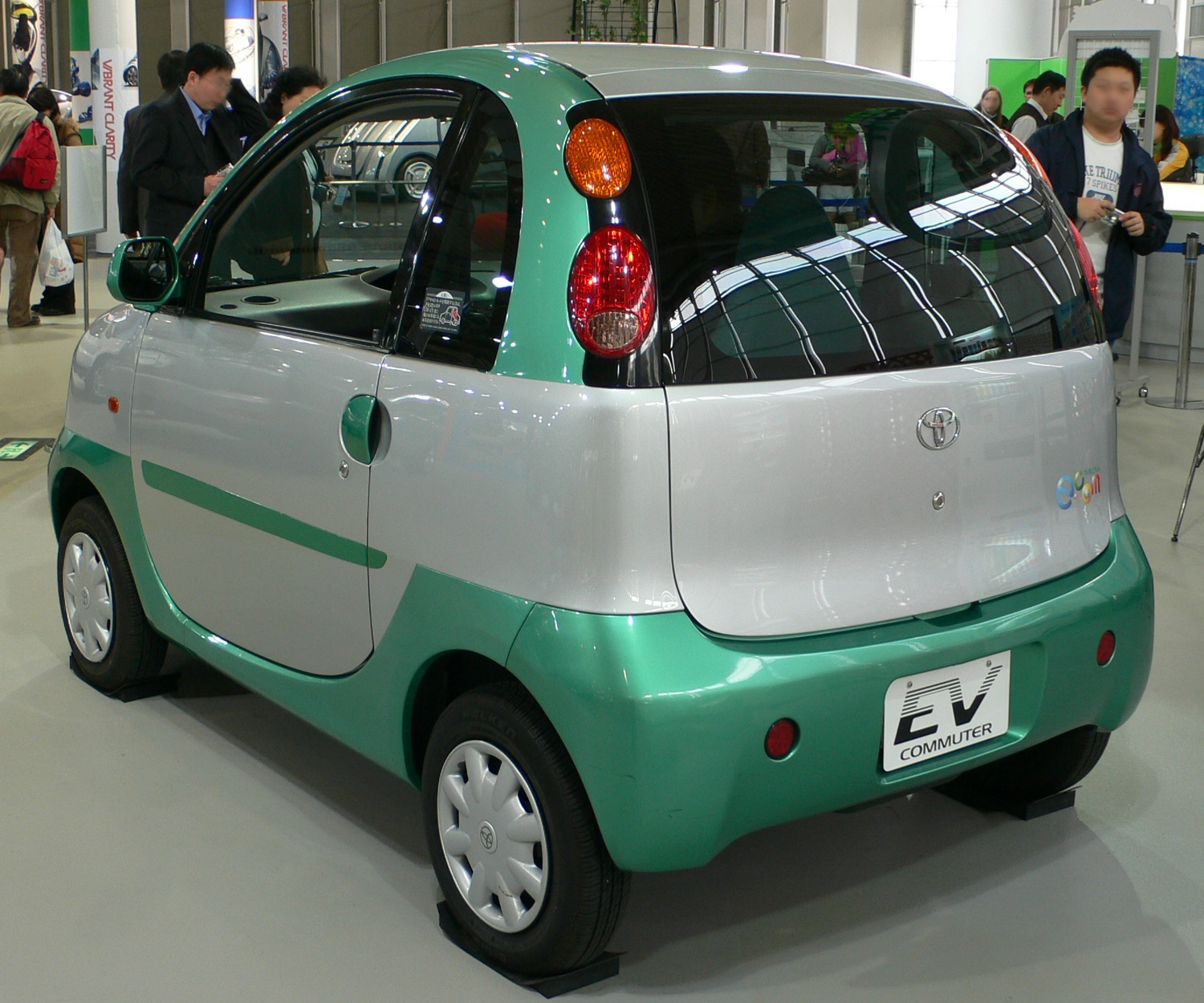
Задний вид

Toyota eCom — компактный электромобиль японской компании Toyota. Впервые был представлен на Токийском автосалоне в 1997 году.
50 экземпляров было собрано для аренды в городе Тойота.
Автомобиль создан в рамках проекта по разработке экологически чистых автомобилей по нормам ZEV.